# A. C. Nor

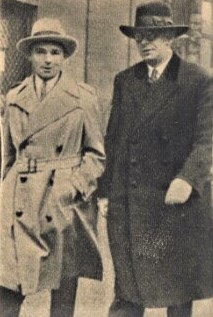
Přátelé spisovatelé A. C. Nor a Zdeněk Bár (Praha, 1929)

A. C. Nor, vlastním jménem Josef Kaván (19. září 1903, Kylešovice – 29. července 1986, Praha) byl slezský spisovatel a novinář.

## Život
A. C. Nor, vlastním jménem Josef Kaván, se narodil 19. září 1903 v Kylešovicích (dnes Opava-Kylešovice), v rodině mlynářského tovaryše Raimunda Kavána (* 1875) a Františky Knopové (* 1881). Po dětství v Hlavnici vystudoval gymnázium v Opavě. Pseudonym A. C. Nor si zvolil již během gymnazijních studií. Kromě tohoto nejčastějšího pseudonymu ovšem paralelně užíval několik dalších pseudonymů: Bolemír Hlavnický, Josef Dvorský, Josef Matýsek, Silesiacus, K. Slezák, také Alfa X, Bělin, Bělinskij, Bethlen Gabor, Ero, Ferry, Petr Kýr, F. Majakov, F. Majakovskij, J. Úder, Karla Horká, Omar Paša, Prof. Dr. Bělin, Tóma Bojar, Zdenin, a také několik redakčních šifer.
Po maturitě studoval v Praze v letech 1924–1929 dějiny moderní filologie na Filozofické fakultě Karlovy univerzity. Doktorát získal až v roce 1946 prací Jiří Wolker a jeho generace. Od studentských let přispíval do mnoha deníků i časopisů, byl mj. redaktorem nakladatelství Aloise Hynka, v němž redigoval edice Ilustrovaný český román, Český humor a Aktuality a dokumenty a členem Syndikátu čsl. novinářů. V letech 1931–1936 byl členem Moravského kola spisovatelů. Od roku 1932 byl spisovatelem z povolání.
V roce 1924 vystoupil z římskokatolické církve a v roce 1926 si úředně změnil příjmení na Kaván-Nor. Byl dvakrát ženatý. Z druhého manželství s Eliškou rozenou Tichou (1917–2004) měl syna Jiřího (* 1939) a dceru Danielu Rybkovou (1945–2006). Po druhé světové válce byl A. C. Nor některými členy Spolku českých spisovatelů beletristů Máj obviňován z kolaborace s nacisty. V roce 1948 byl vyloučen ze Syndikátu čsl. spisovatelů, roku 1952 musel nastoupit do výroby, ale již roku 1953 našel zaměstnání jako jazykový korektor Státního nakladatelství technické literatury v Praze. Znovu publikovat směl od roku 1956 (reedice jeho Bürkentalu); nová díla byla vydávána až od poloviny šedesátých let (Zmučená zem v roce 1964 a Vichřice v roce 1965). Literární kritika jeho románům vytýkala konvenčnost.
V Praze XIII Spořilov bydlel na č. p. 730. Zemřel 29. července 1986 v Praze. Byl pohřben na Vinohradském hřbitově.
Na jeho počest se do roku 2014 každoročně konala literární soutěž pro autory do 35 let Hlavnice A. C. Nora.

## Dílo

### Výběr
- Bürkental (autorovo nejúspěšnější dílo – prvotina ze slezské vesnice po 1. svět. válce, vydal František Svoboda, Praha, 1925)[10]
- Rozvrat rodiny Kyrů (vydal F. Svoboda, Praha, 1925)
- Opilé povídky (1926)
- Ztichlýma očima (1927)[4]
- Raimund Chalupník (vydal F. Svoboda a Roman Solař, Praha, 1927)
- Putování na dluh (vydal SFINX, Bohumil Janda, Praha, 1927)
- Pohádka o zázračném dítěti (1928)[4]
- Jugoslávie v letním slunci (1928)[4]
- Povídky o nich (1829)[4]
- Buclaté městečko (vydáno k II. schůzce mor. bibliofilů, Kroměříž, 1929, s dřevorytem Karla Mináře)
- Laciné povídky (1929)
- Jedno pokolení (1931)
- Příběh Jana Osmerky, kasaře (1932)[4]
- Šílený hon (1932)[4]
- Pět na lehkou váhu (1932)[4]
- Italské léto (1933)[4]
- Jed v krvi (1934)[4]
- Nevyslyšení géniové. Z korespondence zneuznaných autorů (pod pseudonymem Silesiacus, 1936)
- Profesora Bruklínka sláva i pád (1936)
- Můj nepřítel osud (1941)
- Tvář plná světla (1943)
- Pohádky z Jiříčkova světa (příběhy pro děti, ilustroval Vladimír Kovářík, vydal Josef Doležal, Červený Kostelec, 1943)
- Přišel den: román (Svobodné noviny, Brno, 1946; 2. vydání: Alois Hynek, Praha, 1947)
- Jedno pokolení (erotický román)
- Život nebyl sen I. a II. (autorovy paměti, předmluva Jiří Nor, editor V. Novotný, vydal Atlantis, Brno, 1994)

A. C. Nor byl též autorem velkého množství článků v denících (Právo lidu, Lidová demokracie aj.) a obrázkových časopisech (Jas, Pestrý týden aj.) a redaktorem knižnic.